# Robert Cailliau
Robert Cailliau (Tongeren, 26 de janeiro de 1947) é um informático belga. Foi um dos pesquisadores do CERN que desenvolveu o conceito da World Wide Web, juntamente com Tim Berners-Lee.

## Biografia
Robert Cailliau nasceu na Bélgica. Graduou-se na Universidade de Ghent em 1969, como engenheiro, e depois estudou computação na Universidade de Michigan, em 1971.

Logo histórico desenvolvido por Robert Cailliau

Começou a trabalhar no CERN em fins de 1974. Tornou-se líder do grupo de sistemas de computação em 1987. Em 1989, ele e Berners-Lee propuseram, independentemente, sistemas de hipertexto para acesso à documentação do CERN, que depois se tornou uma proposta conjunta em 1990. Esta proposta se tornou a WWW.
Como resultado de seu trabalho com o jurídico do CERN, a tecnologia foi colocada em domínio público em 30 de abril de 1993. Em 1994 começou a desenvolver um projeto com a Comissão Europeia para introduzir a web como um recurso para a educação. Após ajudar a transferir o desenvolvimento da web para o W3C, devotou seu tempo para divulgação da WWW e do CERN,  se aposentando em 2007.
Em entrevista (2007), Cailliau declarou: "Há muitos aspectos <da WWW> sobre os quais estou contente: a Wikipedia, os blogs, os círculos de pessoas que têm coisas raras a compartilhar".